# Кочетов, Виктор Алексеевич
Виктор Алексеевич Кочетов (1938, Сталинград - 16 августа 2016) — советский хозяйственный и партийный деятель.
Член КПСС. В 1960—1990 годы — старший инженер Волжского филиала научно-исследовательского института резиновой промышленности, первый секретарь Волжского горкома ВЛКСМ, мастер, старший инженер, заместитель начальника цеха, начальник лаборатории НОТ на Волжском 15-м Государственном подшипниковом заводе, заведующий организационным отделом, секретарь Волжского горкома партии, заместитель заведующего отделом лёгкой, пищевой промышленности и торговли Волгоградского обкома КПСС, директор 15-го Государственного подшипникового завода, заведующий отделом сельскохозяйственного машиностроения обкома КПСС, 1-й секретарь Волгоградского горкома КПСС.
Избирался депутатом Верховного Совета РСФСР 11-го созыва.